# Michail Andrejewitsch Tichonow
Michail Andrejewitsch Tichonow (russisch Михаил Андреевич Тихонов; * 17. Juli 1998 in Moskau) ist ein russischer Fußballspieler.

## Karriere
Tichonow begann seine Karriere bei Spartak Moskau. Im Februar 2015 wechselte er in die Jugend des FK Krasnodar. Zur Saison 2016/17 schloss er sich dem Zweitligisten FK Jenissei Krasnojarsk an. Sein Debüt in der Perwenstwo FNL gab er im September 2016 gegen den FK Chimki. In seiner ersten Zweitligasaison kam er zu sechs Einsätzen für Jenissei. Zur Saison 2017/18 wechselte er zum Ligakonkurrenten Krylja Sowetow Samara. In der Saison 2017/18 absolvierte er vier Zweitligapartien für Samara, zudem kam er siebenmal für die zweite Mannschaft in der drittklassigen Perwenstwo PFL zum Einsatz. Mit den Profis stieg er zu Saisonende in die Premjer-Liga auf. Im August 2018 debütierte der Flügelspieler gegen den FK Rostow in der höchsten russischen Spielklasse. Dies blieb allerdings sein einziger Einsatz in der Saison 2018/19.
Zur Saison 2019/20 wechselte Tichonow zur drittklassigen Zweitmannschaft des FK Chimki. Im August 2019 stand er im Cup gegen Awangard Kursk erstmals im Kader der ersten Mannschaft Chimkis. In der Saison 2019/20 kam er bis zum Saisonabbruch zu 16 Einsätzen für Chimki-2 in der Perwenstwo PFL. Im August 2020 debütierte er für die erste Mannschaft des Erstligisten. In der Saison 2020/21 kam er zu insgesamt fünf Erstligaeinsätzen, für die Reserve absolvierte er zehn Drittligapartien. Nach vier Einsätzen für die Reserve zu Beginn der Saison 2021/22 wechselte Tichonow im August 2021 zum Zweitligisten FK SKA-Chabarowsk.

## Persönliches
Sein Vater Andrei (* 1970) war russischer Nationalspieler und ist nun Trainer. Er verhalf Michail als Trainer sowohl zu seinem Zweitligadebüt in Krasnojarsk als auch zu seinem Erstligadebüt in Samara.